# Tobolsk guvernement
Guvernementet Tobolsk var et russisk guvernement i det vestlige Sibirien 1796-1919.

## Grænser
Det var omgivet af Nordishavet mod nord, guvernementerne Arkhangelsk, Vologda, Perm og Orenburg mod vest, oblasterne Akmolinsk og Semipalatinsk mod syd samt guvernementerne Tomsk og Jenisejsk mod øst.

## Terræn
Arealet udgjorde 1.397.692 km2, deraf 3.257 km2 øer og 10.269 km2 indsøer. Bortset fra området længst mod nordvest, hvor Uralbjergene nåede op til 1.200 m., var Tobolsk overvejende et lavland, der dårligt nok noget steds nåede mere end 100 m.o.h.
I syd herskede steppen med den tørre og træfattige Baraba- eller Hungersteppe i øst og Tobol- og Isjimsteppen i vest, omkring 110.000 km2, ufattelig frugtbar, for størstedelen dækket af sortjord og beboet af mere end 800.000 personer. Nord derfor lå store, skovrige vådområder (urman) som Kazijarski-, Salynski- og Kachtytosumpene og længst mod nord den træløse tundra. Især den sydlige del var rig på søer, flere med saltvand, de formindskedes hastigt og forsvandt således, at området i løbet af en menneskealder forandredes betydeligt.
Landet gennemstrømmedes af Ob med Irtysj og dets mange bifloder, først og fremmest Tobol, alle sejlbare; dampskibe gik i nord op til Beresov nær polarcirkelen, mod syd til Kurgan ved Den transsibiriske jernbane og Semipalatinsk.

## Klima
Klimaet var koldt med store udsving. gennemsnitstemperaturen var i Beresov -4,6 °C, i Tobolsk -0,2 °C (juli 19,1 °C, januar -19 °C), i Kurgan l,2 °C. Floderne var tilfrosne en stor del af året (Irtysj ved Tobolsk 174, Ob ved Obdusk 219 dage). Nedbøren var ringe.

## Næringsliv
Jorden var på store arealer ufattelig frugtbar. Ikke mere end en femtedel (2,6 mio hektar) af det til jordbrug brugbare areal (omkring 11,5 mio hektar) var dyrket med havre, rug, hvede, byg, kartofler, boghvede, hør, hamp og tobak i mængder. Skovene, der næsten alle tilhørte staten, omfattede 25 % af arealet og leverede træ til skibsbyggeri, trævarer, tjære, cembra-fyrrefrø og skovbær.
Den ubetydeligt udviklede industri bestod hovedsagelig i forarbejdning af pelsværk samt tilvirkning af talg (bearbejdet fedt) og brændevin. Korn, landbrugsprodukter, sprit, tobak og fisk var de vigtigste udførselvarer. Handelen var livlig til trods for dårlige veje. Af jernbaner fandtes kun en strækning på 77 km på banen Jekaterinburg-Tjumen og 293 km af Den transsibiriske jernbane (strækningen Tjeljabinsk-Omsk).

## Befolkning
Indbyggertallet udgjorde 2.085.700 personer i 1915 svarende til 1,4 på l km2 og bestod for størstedelens vedkommende (91,6 %) af russere; resten udgjordes af tatarer (4,6 %) i syd, finner (2,5 %), ostjaker, samojeder og voguler i nord. Desuden fandtes tyskere, jøder i byerne samt omkring 1,500 romaer.
Omkring 92,52 % var russisk-ortodokse, desuden forekom katolikker (2,5 %), muslimer (2,15 %), protestanter (0,54 %); en stor del af de asiatiske stammer havde egne religioner. Russerne var overvejende jordbrugere, de øvrige folk mest nomader med jagt og fiskeri som hovednæringer. 89,6 % af befolkningen var bønder. Kun 23 % af befolkningen over 9 år kunne læse. De nordliga folk havde store renhjorder.
Befolkningsvæksten var stærk dels på grund af indflytning, dels af de mange politiske forvisninger. Antallet indflyttede kolonister opgik under femårsperioden 1910-14 til i gennemsnit 12.453 per år.

## Administrativ inddeling
Guvernementet var inddelt i ti distrikter, og de vigtigste byer var Tobolsk (hovedstad), Tjumen, Beresov, Isjim og Kurgan.

## Historie
Tobolsk blev oprettet som guvernement 1796 og omfattede tillige guvernementet Tomsk, som i 1804 blev udskilt som eget guvernement. 1822-82 udgjorde de to tilsammen generalguvernementet Vestsibirien. 1868 udskiltes den sydlige del af området (Omsk og Petropavlovsk) til oblastet Akmolinsk.